# Небольсин, Константин Васильевич
Константин Васильевич Небольсин  (1825—1895) — русский адмирал, генерал-лейтенант Российского Императорского Флота.

## Биография
Сын капитана 1-го ранга Василия Павловича Небольсина родился 19 апреля (1 мая) 1825 года в Або, Великое княжество Финляндское.
В 1832 году был зачислен в Морской кадетский корпус. В 1841—1843 годах Константин Небольсин крейсировал в Балтийском море на фрегатах «Екатерина», «Александр Невский» и «Диана»; 9 августа 1844 года был произведён в мичманы с назначением в 1-й флотский экипаж, которым в то время командовал его отец, и в его составе курсировал на фрегате «Надежда» между Санкт-Петербургом и Кронштадтом. 
В 1845 году был прикомандирован, а в 1846 году переведён в Гвардейский флотский экипаж. Плавал в 1846 году на паровой яхте «Александрия», а в 1848 году — на пароходе «Невка» между Санкт-Петербургом, Петергофом, Кронштадтом и Ораниенбаумом; в 1847 году (с 7 июня по 18 августа) на 20-пушечном корвете «Оливуца» под командой капитан-лейтенанта Сахарова плавал из Кронштадта в Копенгаген, до английского порта Портсмунд и обратно; 3 апреля 1849 года был произведён в лейтенанты. Участвовал в Венгерской кампании 1849 года.
В 1851 году он заведовал катерами императора Николая I, а в 1852 году (с 8 мая по 27 сентября) плавал на 12-пушечной трёхмачтовой императорской яхте «Нева» под командой капитан-лейтенанта Риона с членами царской семьи по Финскому заливу и Балтийскому морю.
Во время Крымской войны оставался на Балтике; в 1854 году на корабле «Лефорт» участвовал в обороне Кронштадта от нападения англо-французской эскадры. 
С 25 сентября 1856 года старшим офицером на 52-пушечном фрегате «Кастор» под командованием капитан-лейтенанта П. И. Панафидина плавал по Балтийскому морю, а со 2 октября 1856 по 25 августа 1857 года на этом же фрегате и в той же должности в составе эскадры контр-адмирала Е. А. Беренса был в походе в Средиземное море; 21 августа 1857 года был назначен командиром 3-й роты Гвардейского экипажа.
26 апреля 1858 года К. В. Небольсин был назначен старшим офицером на императорскую яхту «Штандарт»; 22 ноября того же года он был назначен командиром роты цесаревича Николая Александровича; 8 сентября 1859 года был произведён в капитан-лейтенанты. В июне 1861 года Небольсин командовал пароходом «Онега», на котором с членами царской семьи плавал между Петербургом и Кронштадтом; затем с 6 июля того же года командовал винтовой канонерской лодкой «Тюлень». В 1862 году, командуя канонерской лодкой «Тюлень», перешёл из Петербурга в Астрахань, за что был награждён орденом Св. Станислава 2-й степени, а 5 апреля 1862 года был назначен командиром императорской яхты «Королева Виктория». В 1863 году был заведующим частью Гвардейского экипажа в Варшаве. Также, в 1864 году Небольсин заведовал Школой кантонистов; 1 января 1865 года был награждён орденом Св. Владимира 4-й степени; с 1 января 1866 года — капитан 2-го ранга.
31 марта 1869 года был назначен командиром парусно-винтового клипера «Изумруд»; 20 апреля того же года был произведён в капитаны 1-го ранга. 12 мая 1869 года назначен командующим корветом «Варяг». В 1870—1871 годах командовал императорским пароходофрегатом «Олаф».
В 1873 году назначен командиром 1-го Черноморского флотского экипажа. С 1 января 1880 года — контр-адмирал. Младший флагман Черноморского флота (1880—1884).
С 1884 года состоял начальником штаба Главного командира Кронштадтского порта; с 1 января 1886 года — генерал-лейтенант по Адмиралтейству. был награждён орденами Св. Владимира 2-й степени, Св. Анны 1-й степени и Св. Станислава 1-й степени.
Был членом Опекунского совета и почётным опекуном Санкт-Петербургского присутствия Ведомства учреждений императрицы Марии (с 1886), членом Советов Патриотического и Елизаветинского институтов в Петербурге.
Умер 12 (24) февраля 1895 года. Похоронен на Никольском кладбище Александро-Невской лавры (архитектурное надгробие, 5-я дорожка).

## Семья
Был женат на Марии Васильевне Ефремовой (1832—1909).
Их дети:
- Поликсена (1853 — после 1929) — сестра милосердия (1904—1905), участница и героиня Русско-японской войны, награждена двумя, серебряной и золотой, медалями «За храбрость» на Георгиевской ленте, замужем за генерал-майором от артиллерии Н. Н. Мандражи, их сыновья — Константин Николаевич, Евгений Николаевич, Михаил Николаевич и Павел Николаевич Мандражи.
- Евгений (1859—1920) — вице-адмирал; командир императорских яхт «Стрела» (1899—1902) и «Александрия» (1904—1908), командир морской крепости Свеаборг (1908—1914), вице-председатель Морского крепостного Совета морской крепости Императора Петра Великого (1915—1917); умер в Деском Селе (Петергоф) от пневмонии, похоронен там же на Свято-Троицком кладбище.
- Эспер (1864—1910).
- Аркадий (1865—1917) — контр-адмирал; участник Русско-японской войны и Цусимского сражения, в котором командовал крейсером 1-го ранга «Аврора», командир линкора «Император Павел I», начальник 1-й бригады, а затем 2-й бригады линейных кораблей.
- Нина (ок. 1867—1960-е), в замужестве Грожан, жила и похоронена в Великобритании.
- Вячеслав (1870—1933) — капитан 1-го ранга, инженер-геолог, с 1921 года в Бизерте (Тунис), умер в Париже, похоронен там же на кладбище Сент-Женевьев-де-Буа.